# Dubti
Dubti – miasto w Etiopii (region Afar). Według danych szacunkowych na rok 2008 liczy 16 863 mieszkańców Ośrodek przemysłowy.